# فلوسيتوزين
Flucytosine الزمرة الدوائية تركيبه الكيماوي 5 فلوروسيتوزين (FC-5) عبارة عن دواء مضاد للفطريات يعطى جهازياً
وهو على قائمة منظمة الصحة العالمية للأدوية الأساسية، وهو دواء من أهم المطلوبات في النظام الصحي الأساسي.

## الاستطعمال الطبي
يشرك مع أمفوتريسين B أو فلوكونازول أو إيتراكونازول لعلاج الأخماج الفطرية المتحسسة له ( المبيضات، المستخفيات , الأسبيرجيلوس ).
- الاستخدام خلال الحمل: ينتمي هذا المحضر للمجموعة C.

## مضادات الاستطباب
فرط الحساسية لهذا المحضر أو لأحد مكوناته.

## تحذيرات
- استخدامه بحذر شديد عند المريض المصاب باضطراب الوظيفة الكلوية أو تثبيط نقي العظم.
- يجب تعديل جرعته عند المريض المصاب باضطراب الوظيفة الكلوية.

## التأثيرات الجانبية
تحدث بنسبة 1% إلى 10%
- جلدية : طفح.
- هضمية: ألم بطني , اسهال , نقص الشهية, غثيان , إقياء.
- دموية: فقر دم , قلة كريات بيض، قلة صفيحات.
- كبدية: التهاب الكبد, يرقان.

تحدث بنسبة تقل عن 1%
- قلبية وعائية: توقف القلب.
- عصبية مركزية: اهلاس، نعاس , صداع.
- جلدية: حساسية للضياء.
- غدية استقلابية: بطء نمو عابر، نقص سكر الدم، نقص البوتاس.
- دموية: تثبط نقي العظم.
- كبدية: ارتفاع تركيز الخمائر الكبدية.
- عصبية عضلية : مذل.
- أذنية : صمم.
- تنفسية: توقف التنفس.[5]

## فرط الجرعة
- يتظاهر فرط جرعته بالغثيان والاقياء والاسهال وتثبط نقي العظم.
- العلاج داعم وأعراضي.[5]

## التداخلات الدوائية
تزداد فعاليته وسميته (التهاب أمعاء وكولون) عند إشراكه مع محضر أمفوتريسينB.

## الثباتية
احمه من التعرض للضوء.

## آلية التأثير
ينتشر إلى داخل الخلية الفطرية حيث يتحول إلى فلورويوراسيل الذي يتنافس مع اليوراسيل مما يؤدي إلى تثبط تركيب البروتينات والرنا ضمنها.

## الحرائك الدوائية
- الامتصاص: يمتص 70% إلى 90% من جرعته المتناولة عبرالفم.
- التوزع: ينتشر إلى السائل الدماغي الشوكي وإلى المفرزات القصبية.
- الاستقلاب: طفيف.
- الارتباط البروتيني: 2% إلى 4%.
- العمر النصفي: 3 - 8 ساعات، يتطاول حتى 75 – 200 ساعة عند المصاب بالزرام أو بالداء الكلوي بمراحله النهائية.
- يصل تركيزه المصلي لذروته خلال 2 – 6 ساعات من تناوله عبر الفم.
- الاطراح: يطرح 75% إلى 90% منه غير متبدل مع البول بآلية الرشح الكبي.

## الجرعة
- الأطفال والبالغين (فموياً): 50 – 150 ملغ| كغ | اليوم مقسمة على 4 دفعات.
- تعدل جرعته عند المريض المصاب بالقصور الكلوي على الشكل التالي:
  - تصفية الكرياتينين 10 – 50 مل|د : أعطه بفواصل 12 ساعة.
  - تصفية الكرياتينين أقل من 10 مل|د : أعطه بفواصل 24 ساعة.
- يطرح حوالي 50 – 100% من جرعة يلي الديلزة الدموية ولذلك أعط جرعة داعمة منه بعد جلسة الديلزة.
- أعط 0,5 – 1 غ كل 14 ساعة منه للمريض الذي يخضع للديلزة البريتوانية.
- المراقبة: يجب مراقبة تركيزه المصلي وتركيز الكرياتينين ونتروجين البولة والخمائر الكبدية والفوسفاتاز القلوية وتعداد الدم الكامل.

## التداخلات المخبرية
يسبب تناول هذا المحضر ارتفاعاً زائفاً ملحوظاً في تراكيز كرياتينين المصل عندما يقاس بمحل Fktachem.

## التعليمات الخاصة بالمريض
تناول كبسولات هذا الدواء مع الطعام على مدى 15 دقيقة لئلا تصاب بالغثيان.

## المستحضرات الصيدلانية
- كبسول : 250 ملغ , 500 ملغ.